# Hoo! Ei! Ho!
『Hoo! Ei! Ho!』（フー! エイ! ホー!）は、1986年（昭和61年）2月25日にリリースされた日本のヒップホップアーティスト・President BPM（プレジデント・ビーピーエム）のサードシングルであり、高木完と藤原ヒロシのユニットTINNIE PUNXのセカンドシングルでもある。

## 概要
前年1985年（昭和60年）、SIXTY RECORDS内にヒップホップレーベル「BPM」を設立、「President BPM」を名乗る近田春夫（作家名はTIKADAHARO）が、同年10月25日のデビューシングル『MASS COMMUNICATION BREAKDOWN』、2か月後、同年12月25日のセカンドシングル『NASU-KYURI』に続いて、やはりちょうど2か月後に発表したサードシングルが、本シングル『Hoo! Ei! Ho!』である。
本作成立の背景には、1984年（昭和59年）8月14日に大幅改正され、1985年（昭和60年）2月13日に施行された「風俗営業等の規制及び業務の適正化等に関する法律」、いわゆる「風営法改正」がある。ディスコは「風俗営業」に該当し、「営業時間は午前0時まで」と規定されたことへの反発がタイトルと韻に込められている。
今回の名義は、「BPM PRESIDENTS featuring TINNIE PUNX」である。クレジットには、近田と高木、藤原のほかは、ターンテーブルのMOTONARI KANOUしか記載されていない。
1987年（昭和62年）、近田がBPMでの活動を終了後に結成したビブラストーンでは、本シングル表題曲『Hoo! Ei! Ho!』や『NASU-KYURI』や『HEAVY』をカヴァーし、やがて定番ナンバーとしていった。ビブラストーンによる初期のカヴァー音源は、1989年（平成元年）12月1日リリースのライヴ盤『Vibra is Back』（CHIKADA HARUO & VIBRASTONE名義）に収録されている。
また、1998年（平成10年）には、YOU THE ROCK★が同年3月25日にリリースしたマキシシングル『ROCK THE POINT』で『Hoo! Ei! Ho!』をカヴァー、『Hoo! Ei! Ho! '98』として発表した。
本シングルの音源は、2曲とも、1986年（昭和61年）6月5日に発売されたBPMレーベルのベスト盤『HEAVY』（LPレコード・CD同時発売）に収録されており、のちに1993年（平成5年）3月24日、シックスティ・ミュージックネットワークからCD再発売されたが、2009年（平成21年）4月現在廃盤である。

## 収録曲

### Side A
1. Hoo! Ei! Ho! （5分6秒）
  - 作詞・作曲・編曲TIKADAHARO

### Side B
1. NASTY BEAT
  - 作詞・作曲 YUTAKA FRESH J、編曲HIP HOP CREW

## 註
1. ↑  アルバム『HEAVY』（BPM、1986年6月5日）のジャケットおよびライナーの記述を参照。
2. ↑  ビブラストーンのアルバム『Vibra is Back』（ソリッドレコード、1989年12月1日発売）のジャケット、ライナーの記述を参照。
3. ↑  #外部リンク内のYahoo! ミュージック「HEAVY」リンク先の記述を参照。